# Håkon Johnsen
Hakon Johnsen (ur. 1973) – norweski skoczek narciarski. Najlepsze wyniki w Pucharze Świata osiągnął w sezonie 1993/1994, kiedy zajął 87. miejsce w klasyfikacji generalnej. Startował głównie w Pucharze Kontynentalnym.

## Puchar Świata

### Miejsca w klasyfikacji generalnej
| Sezon     | Miejsce |
| --------- | ------- |
| 1993/1994 | 87.     |

### Miejsca w poszczególnych konkursach indywidualnychPucharu Świata
| Źródło | Źródło  | Źródło   | Źródło     | Źródło    | Źródło     | Źródło                 | Źródło    | Źródło        | Źródło | Źródło  | Źródło  | Źródło  | Źródło  | Źródło | Źródło       | Źródło        | Źródło      | Źródło      | Źródło | Źródło | Źródło | Źródło | Źródło | Źródło | Źródło | Źródło | Źródło | Źródło | Źródło | Źródło | Źródło | Źródło | Źródło | Źródło | Źródło | Źródło | Źródło | Źródło | Źródło | Źródło | Źródło | Źródło | Źródło | Źródło | Źródło | Źródło | Źródło | Źródło | Źródło |
| --- | ------- | -------- | ---------- | --------- | ---------- | ---------------------- | --------- | ------------- | ------ | ------- | ------- | ------- | ------- | ------ | ------------ | ------------- | ----------- | ----------- | ------ | ------ | ------ | ------ | ------ | ------ | ------ | ------ | ------ | ------ | ------ | ------ | ------ | ------ | ------ | ------ | ------ | ------ | ------ | ------ | ------ | ------ | ------ | ------ | ------ | ------ | ------ | ------ | ------ | ------ | ------ |
| Sezon 1993/1994 |         |          |            |           |            |                        |           |               |        |         |         |         |         |        |              |               |             |             |        |        |        |        |        |        |        |        |        |        |        |        |        |        |        |        |        |        |        |        |        |        |        |        |        |        |        |        |        |        |        |
| Planica | Planica | Predazzo | Courchevel | Engelberg | Oberstdorf | Garmisch-Partenkirchen | Innsbruck | Bischofshofen | Murau  | Liberec | Liberec | Sapporo | Sapporo | Lahti  | Örnsköldsvik | MŚL – Planica | Thunder Bay | Thunder Bay | punkty |        |        |        |        |        |        |        |        |        |        |        |        |        |        |        |        |        |        |        |        |        |        |        |        |        |        |        |        |        |        |
| - | -       | -        | -          | -         | q          | q                      | q         | q             | -      | -       | -       | 28      | 54      | -      | -            | -             | -           | -           | 3      |        |        |        |        |        |        |        |        |        |        |        |        |        |        |        |        |        |        |        |        |        |        |        |        |        |        |        |        |        |        |
| Legenda |         |          |            |           |            |                        |           |               |        |         |         |         |         |        |              |               |             |             |        |        |        |        |        |        |        |        |        |        |        |        |        |        |        |        |        |        |        |        |        |        |        |        |        |        |        |        |        |        |        |
| 1 2 3 4-10 11-30 poniżej 30 dq – dyskwalifikacja q – dyskwalifikacja w kwalifikacjach q – zawodnik nie zakwalifikował się - – zawodnik nie wystartował |         |          |            |           |            |                        |           |               |        |         |         |         |         |        |              |               |             |             |        |        |        |        |        |        |        |        |        |        |        |        |        |        |        |        |        |        |        |        |        |        |        |        |        |        |        |        |        |        |        |

## Puchar Kontynentalny

### Miejsca w klasyfikacji generalnej
| Sezon     | Miejsce |
| --------- | ------- |
| 1992/1993 | 102.    |
| 1993/1994 | 31.     |

### Miejsca w pierwszej dziesiątce konkursówPucharu Kontynentalnego
1. Lauscha – 12 grudnia 1993 (5. miejsce)
2. Wörgl – 19 grudnia 1993 (1. miejsce)
3. Sankt Moritz – 26 grudnia 1993 (6. miejsce)

### Miejsca w poszczególnych konkursachPucharu Kontynentalnego
| Sezon 1992/1993                                                               |                |                |             |         |              |             |           |           |         |           |           |          |                  |            |            |         |               |               |           |           |                  |         |         |        |          |          |                     |                     |        |        |        |           |        |        |        |        |        |        |        |        |        |        |        |        |        |        |        |        |        |        |        |        |        |        |        |        |        |        |        |        |        |
| Oberwiesenthal                                                                | Oberwiesenthal | Sankt Moritz   | Sankt Aegyd | Planica | Planica      | Wörgl       | Willingen | Willingen | Gallio  | Gallio    | Zakopane  | Szczyrk  | Titisee-Neustadt | Schönwald  | Chamonix   | Oberhof | Sprova        | Sprova        | Kuopio    | Gällivare | Gällivare        | punkty  | punkty  | punkty | punkty   | punkty   | punkty              | punkty              | punkty | punkty | punkty | punkty    | punkty | punkty | punkty | punkty | punkty | punkty | punkty | punkty | punkty | punkty | punkty | punkty | punkty | punkty | punkty | punkty | punkty | punkty | punkty | punkty | punkty | punkty | punkty | punkty | punkty | punkty | punkty | punkty | punkty |
| -                                                                             | -              | -              | -           | -       | -            | -           | -         | -         | -       | -         | -         | -        | -                | -          | -          | 25      | 21            | 15            | -         | -         | -                | 1       | 1       | 1      | 1        | 1        | 1                   | 1                   | 1      | 1      | 1      | 1         | 1      | 1      | 1      | 1      | 1      | 1      | 1      | 1      | 1      | 1      | 1      | 1      | 1      | 1      | 1      | 1      | 1      | 1      | 1      | 1      | 1      | 1      | 1      | 1      | 1      | 1      | 1      | 1      | 1      |
| Sezon 1993/1994                                                               |                |                |             |         |              |             |           |           |         |           |           |          |                  |            |            |         |               |               |           |           |                  |         |         |        |          |          |                     |                     |        |        |        |           |        |        |        |        |        |        |        |        |        |        |        |        |        |        |        |        |        |        |        |        |        |        |        |        |        |        |        |        |        |
| Lillehammer                                                                   | Lillehammer    | Oberwiesenthal | Lauscha     | Wörgl   | Sankt Moritz | Sankt Aegyd | Gallio    | Sapporo   | Sapporo | Willingen | Willingen | Ironwood | Ironwood         | Ruhpolding | Saalfelden | Planica | Iron Mountain | Iron Mountain | Ishpeming | Schönwald | Titisee-Neustadt | Calgary | Calgary | Zaō    | Zakopane | Zakopane | Szczyrbskie Jezioro | Szczyrbskie Jezioro | Sprova | Sprova | Ruka   | Rovaniemi | punkty |        |        |        |        |        |        |        |        |        |        |        |        |        |        |        |        |        |        |        |        |        |        |        |        |        |        |        |        |
| 44                                                                            | 39             | 11             | 5           | 1       | 6            | -           | -         | -         | -       | -         | -         | -        | -                | -          | -          | -       | -             | -             | -         | -         | -                | -       | -       | -      | -        | -        | -                   | -                   | 29     | 13     | -      | -         | 231    |        |        |        |        |        |        |        |        |        |        |        |        |        |        |        |        |        |        |        |        |        |        |        |        |        |        |        |        |
| Legenda                                                                       |                |                |             |         |              |             |           |           |         |           |           |          |                  |            |            |         |               |               |           |           |                  |         |         |        |          |          |                     |                     |        |        |        |           |        |        |        |        |        |        |        |        |        |        |        |        |        |        |        |        |        |        |        |        |        |        |        |        |        |        |        |        |        |
| 1 2 3 4-10 11-30 poniżej 30 dq – dyskwalifikacja - – zawodnik nie wystartował |                |                |             |         |              |             |           |           |         |           |           |          |                  |            |            |         |               |               |           |           |                  |         |         |        |          |          |                     |                     |        |        |        |           |        |        |        |        |        |        |        |        |        |        |        |        |        |        |        |        |        |        |        |        |        |        |        |        |        |        |        |        |        |